# (85713) 1998 SS49
1998 أس أس 49 (ويعرف أيضًا باسم (85713) 1998 أس أس 49 وفق تسمية الكوكب الصغير) (بالإنجليزية: 1998 SS49)‏ هو كويكب ضمن حزام الكويكبات؛ وترتيبه 85713 من حيث الاكتشاف.
اكتُشف هذا الجُرم الفلكي بواسطة بحث لنكولن عن الكويكبات القريبة من الأرض في 29 سبتمبر 1998.

## وصلات خارجية
- (85713) 1998 SS49 في قاعدة بيانات مختبر الدفع النفاث لأجرام النظام الشمسي الصغيرة

- الاكتشاف · مخطط المدار ·  العناصر المدارية · المعلمات المادية

- (85713) 1998 SS49 على موقع ويكي سكاي: DSS2, SDSS, GALEX, IRAS, Hydrogen α, X-Ray, Astrophoto, Sky Map, Articles and images